# Прочишћење 4: Прво прочишћење
Прочишћење 4: Прво прочишћење (енгл. The First Purge) амерички је дистопијски акциони хорор филм из 2018. године, режисера Герарда Макмарија и сценарсите Џејмса Демарка са Иланом Ноелом, Лекс Скот Дејвис, Џоиваном Вејдом и Марисом Томеј у главним улогама. Џејсон Блум и Мајкл Беј су се вратили као продуценти. Филм је преднаставак свих претходних делова и приказује како су Американци прихватили Ноћ прочишћења по први пут.
Премијера филма била је 4. јула 2018. године, у дистрибуцији продукцијске куће Јуниверсал пикчерс. Зарадио је преко 137 милиона долара и тиме постао најпрофитабилнији филм у франшизи, али је за разлику од претходних делова добио помешане и претежно негативне оцене критичара. Три године касније снимљен је нови наставак, под насловом Прочишћење 5: Прочишћење заувек, чија се радња надовезује на крај трећег дела.

## Радња
Током 2014. забележен је раст незапослености и инфлације у САД-у, што је довело до тога да новонастала странка Нових Очева Оснивача Америке (НООА) смени дотадашњу демократску власт и уведе нови систем. НООА као решење за повећану инфлацију уводи Ноћ прочишћења, период од 12 сати у години када се сваки злочин, укључујући крађу, силовање и убиство, сматра легалним. Прво прочишћење спроводи се као експеримент на Статен Ајланду, а учесницима је понуђена велика свота новца...

## Улоге
| Глумац              | Улога                            |
| ------------------- | -------------------------------- |
| Илан Ноел           | Дмитриј Кимбер                   |
| Лекс Скот Дејвис    | Нија Чармс                       |
| Џоиван Вејд         | Исаија Чармс                     |
| Муга                | Долорес                          |
| Пач Дараг           | Арло Сабијан                     |
| Мариса Томеј        | др Меј Апдејл                    |
| Лорен Велез         | Луиса                            |
| Кристен Солис       | Селина                           |
| Ротими Пол          | Скелетор                         |
| Мо Макре            | 7 & 7                            |
| Џермел Хауард       | Лоренцо                          |
| Мишел Шерман „Сија” | Блејз                            |
| Кристијан Робинсон  | Велико А                         |
| Стив Харис          | Фреди                            |
| Дерек Баско         | Таз                              |
| Мелони Дијаз        | Џуани                            |
| Синди Робинсон      | глас који најављује „Прочишћење” |